# Okroezjnaja
Okroezjnaja (Russisch: Окружна́я ) is een station van de Ljoeblinsko-Dmitrovskaja-lijn van de Moskouse metro. Het station biedt een overstap op de Moskouse Centrale Ringlijn en het gelijknamige station voor het voorstadsverkeer.

## Geschiedenis
Op 24 juni 2008 kende het stadsbestuur, op voordracht van de gemeentelijke naamgevingscommissie, de naam Okroezjnaja toe aan het metrostation bij de kruising van de kleine ringspoorlijn van Moskou en de Savjolovskispoorweg. Destijds werd uitgegaan van een opening in 2014, maar tijdens de bouw stuitten de bouwvakkers op drijfzand zodat het project herhaaldelijke vertraging opliep. 
De bouw begon in 2011 met het verwijderen van de parkeerplaats tussen de hotelpassage en de Savjolovskispoorweg aan de oostkant van het spoor. Vanaf juli 2011 werd daar gewerkt aan de ondergrondse zuidelijke verdeelhal. Op 28 juni 2013 begon tunnelboormachine (TBM) Alexandra met de oostelijke metrotunnel tussen het depot bij Lichobory en Oekroeznaja, op 29 oktober 2013 begon TBM Valentina met de westelijke metrotunnel. In mei 2014 passeerden beide machines de aansluiting ten zuiden van station Verchnië Lichobory op weg naar Oekroeznaja dat op 26 januari 2015 werd bereikt. De toegangsschacht tussen de zuidelijke verdeelhal en het pylonenstation op 65 meter diepte was in maart 2015 gereed. Op 6 december 2015 vond een explosie plaats waarbij een bouwvakker om het leven kwam. Op 29 augustus 2016 was het metrostation voor 30% gereed, het MZD station aan de ringspoorlijn werd op 10 september 2016 geopend. Op 11 juni 2017 werd de Lokomotiefdreef tussen de Stantsionnajastraat en de 3e Neder-Lichoborystraat afgezet ten behoeve van de bouw van een gemeenschappelijke toegang voor metro (noordelijke verdeelhal), ringspoorlijn en MCD. De bouw van het ondergrondse perron begon op 1 augustus 2017 en op 11 september begon de afwerking. Op 20 oktober 2017 was de afdichting van de tunnels voor 70% gereed, de oplevering vond plaats op 9 januari 2018. Op 22 maart 2018 werd de metro tussen Petrovsko-Razoemovskaja en Seligerskaja, waaronder Oekroeznaja, geopend voor reizigersverkeer.  

## Ligging en inrichting
Het station ligt onder de Lokomotiefdreef parallel aan de Savjolovskispoorweg. Het station is ontworpen met twee verdeelhallen die elk met een van de kopsekanten van de middenhal zijn verbonden. De ondergrondse verdeelhal aan de zuidkant is samen met het station geopend. Deze hal ligt aan de oostkant van de spoorlijn, de noordelijke hal die aan de westkant ligt zal in 2021 worden geopend. 
Het ontwerp van de noordelijke hal is in februari 2018 goedgekeurd door de architectuur commissie van de stad Moskou. Het interieur zal worden gekenmerkt door ronde elementen en de gevel zal vooral bestaan uit glas. Het plafond en de biezen krijgen de groene lijnkleur van de metro. De noordelijke verdeelhal wordt met roltrappen verbonden met de noordkant van de ondergrondse middenhal.  Reizigers voor de ringlijn kunnen gebruikmaken van de roltrappen naar de loopbrug richting perrons, terwijl de reizigers voor lijn D1 gaan via een gang naar het midden van het eilandperron op het viaduct. De verlichting van de hal wordt verzorgd door 1,5 meter hoge LED-panelen. 

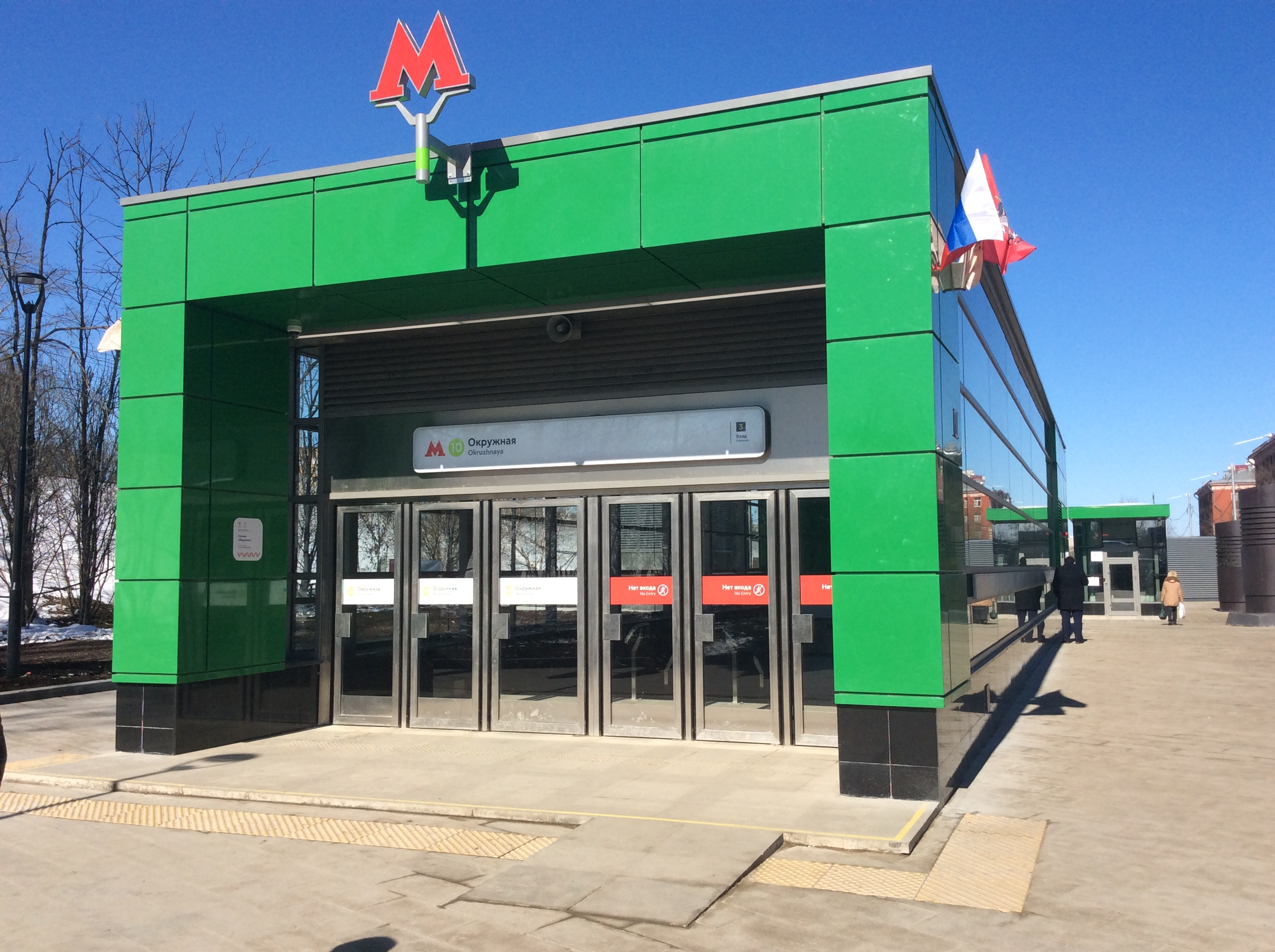
De zuidelijke toegang
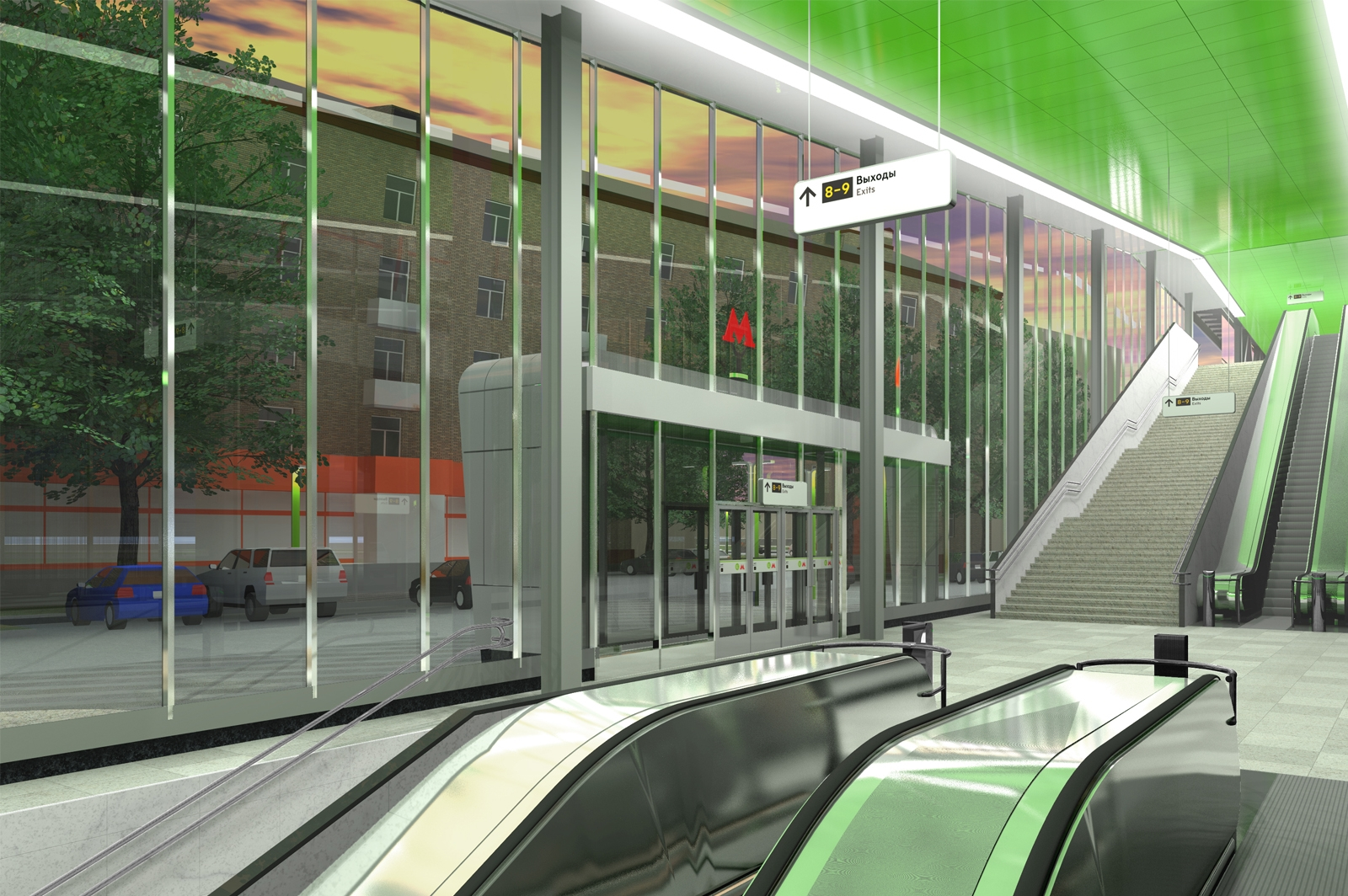
Het ontwerp van de noordelijke stationshal
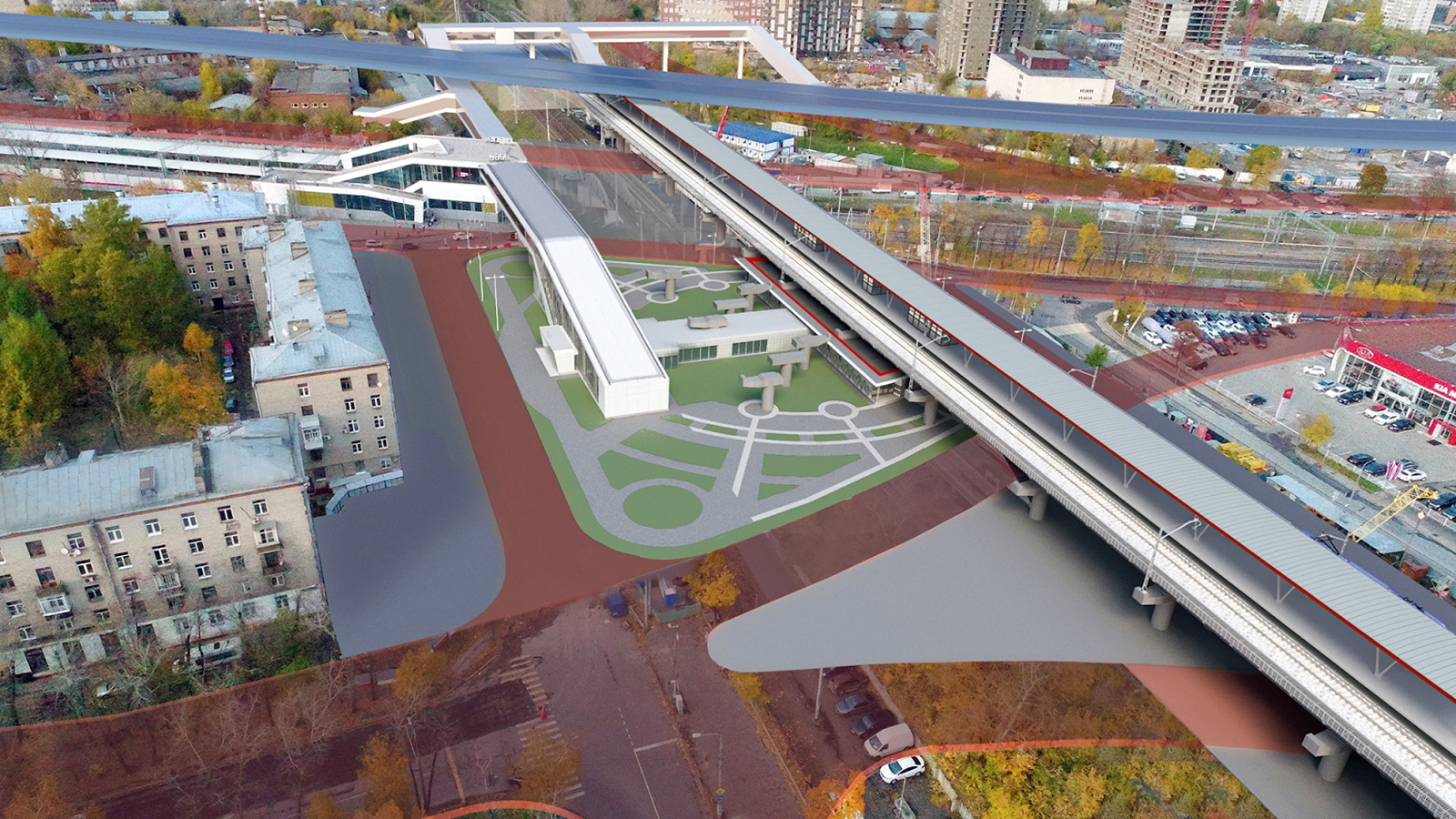
De noordelijke hal met rechts het viaduct met perron van Savjolovskispoorweg en links achter de perrons van de ringspoorlijn

Ondergronds is er sprake van een variant op een standaardontwerp van een pylonenstation dat ook is toegepast bij Fonvizinskaja, Boetyrskaja en Verchnië Lichobory. De bekleding en verlichting verschilt echter wel per station, zo is hier wit Sajanmarmer in de middenhal en langs de perrons goudgeel Jallo Real gebruikt voor de bekleding van de pylonen. De plinten en de tunnelwanden onder het gewelf zijn gemaakt van zwart graniet. Het geheel moet associaties oproepen met de interieurs van de stations langs de Savjolovskispoorweg, onder andere door de verlichting die bestaat uit vijf aan het gewelf opgehangen lichtbalken. Het gewelf bij de pylonen heeft zowel in de middenhal als bij de perrons een kleinere doorsnee dan bij de doorgangen. De straal van de middenhal is 4,4 meter, de pylonen zijn 3 meter breed net als de doorgangen tussen de perrons en de middelhal. De afstand van perronrand tot perronrand bedraagt 19,1 meter. Op 15 januari 2019 werd het metroverkeer tijdelijk stilgelegd omdat water de tunnel tussen Okroezjnaja en Verchnië Lichobory inliep. De lekkage werd veroorzaakt door de werkzaamheden rond de bouw van de noordelijke verdeelhal boven de tunnel.